# Adolpho Ducke
Walter Adolpho Ducke (Triëst, 19 oktober 1876 – Fortaleza, 5 januari 1959) was een genaturaliseerd Braziliaans botanicus, entomoloog en etnoloog, oorspronkelijk afkomstig uit het Kroonland Triëst dat op dat moment deel uitmaakte van Oostenrijk-Hongarije. Hij is vooral bekend door zijn werk op het gebied van de taxonomie van bomen, en van wespen en andere insecten uit het Amazonegebied. Zijn standaardafkorting is Ducke.
Net als veel inwoners van Triëst uit die periode, had de familie van Adolpho Ducke het Duits als moedertaal. In Brazilië begon hij te werken in het Museu Paraense Emílio Goeldi in de stad Belém. Eerst werkte hij als entomoloog, onder invloed van onder andere Jacques Huber en Paul Le Cointe raakte hij steeds meer geïnteresseerd in plantkunde. Hij reisde veel in het Amazonegebied en produceerde 180 artikelen, voornamelijk over de Vlinderbloemenfamilie. Hij beschreef 900 soorten en 50 nieuwe geslachten.
Hij werkte veel samen met de Jardim Botânico do Rio de Janeiro en het Instituto Agronômico do Norte. In 1954 stelde hij de creatie van een natuurbeschermingsgebied voor. In 1963, na zijn overlijden, werd dit gerealiseerd in het Bosreservaat Adolpho Ducke in de buurt van de stad Manaus. Ten oosten van Manaus is er ook een botanische tuin naar hem genoemd, evenals een plantkundig laboratorium in het museum in Belém.
Het entomologisch typemateriaal van Ducke wordt bewaard in het Museu Paraense Emílio Goeldi in Belém, in het Natuurhistorisch Museum van Bern, in het Zoölogiemuseum van de Universiteit van São Paulo, en in het Natural History Museum in Londen.
- Author citation (botany): Ducke
- Gemeinsame Normdatei: 1056754176
- International Standard Name Identifier: 0000 0000 8443 5212
- Library of Congress Control Number: n82214172
- Nationale Bibliotheek van Israël: 987011093312705171
- Nederlandse Thesaurus van Auteursnamen: 181424673
- Système universitaire de documentation: 112643442
- Virtual International Authority File: 40734411
- WorldCat: E39PBJtgXgrKQfx8t64qcvhj4q